# Gaultheria strigosa
Gaultheria strigosa är en ljungväxtart som beskrevs av George Bentham. Gaultheria strigosa ingår i släktet Gaultheria och familjen ljungväxter. Utöver nominatformen finns också underarten G. s. revoluta.